# 肯塔基州議會大廈
肯塔基州議會大廈（Kentucky State Capitol）是美國肯塔基州議會的開會地點，也是肯塔基州的行政及司法機關的所在地，位於法蘭克福。肯塔基州議會大廈被列入國家史蹟名錄。現在的肯塔基州議會大廈竣工於1909年，建設耗資1,180,434.80美元。議會大廈在1910年開始使用。

## 外部連結
- Official website of the Kentucky State Capitol （页面存档备份，存于）
- Kentucky's State Capitols Kentucky Department for Libraries and Archives
- Kentucky Historical Society page on the Old State Capitol
- Kentucky Secretary of State （页面存档备份，存于）